# درب 1718
درب 1718 هو مركز للفن والثقافة المصري المعاصر يقع في منطقة الفسطاط في القاهرة القديمة.  بصفتها منظمة خيرية مسجلة غير ربحية، تسعى درب 1718 إلى تشجيع التجارب والمواهب من خلال دعم الأعمال الجديدة لفنانين ناشئين مع تقديم اهتمام خاص للجدارة الفنية وتنوع وسائل الإعلام والتقاليد المختلفو، إلى جانب أصالة التأثيرات الثقافية.  وبالتالي فهو بمثابة «ترامبولين للنهوض بحركة الفن المعاصر المزدهرة في مصر.» كما أنه يهدف إلى تقديم الفن المعاصر المحلي والدولي، وأرشفة الأعمال الفنية، والحفاظ على قاعدة بيانات شاملة للفن في مصر، بالإضافة إلى تطوير الواجهة التعليمية من خلال ورش عمل ومشاريع وعروض أفلام.  يهدف المركز أيضًا إلى إشراك مجتمع الفسطاط المحلي من خلال خدمة المجتمع وبرامج التوعية.

## التاريخ
منذ عام 2008 ، درب 1718 كانت من أفكار الفنان التشكيلي والناشط الثقافي المصري معتز نصر، وكان مرسمه في المنطقة قبل ذلك، بجوار ورش الحرفيين، وهذا ما أوحى له بفكرة إنشاء (درب 1718) في وسط هذه الورش، ليكون جزءا من المكان، فهم لا يزالون موجودين في المنطقة حول المركز في ورش الفخار والسيراميك والزجاج والورق.

## فعاليات
مهرجان كايروغرافي 2017
مهرجان العرس الدولي 2017

## الموقع
يقع درب 1718 في منطقة الفسطاط في القاهرة القديمة، وتحيط به كنوز أثرية منتشرة في كل مكان، ومسجد عمرو بن العاص الذي يعود تاريخه إلى ألف عام (بُني عام 642 م ويعرف بأنه أول مسجد بني في القارة الأفريقية) ، وقلعة بابل (القرن الأول الميلادي) ، والكنيسة المعلقة (690-692 م) ،  تقع كل من كنيسة القديس جورج اليونانية (القرن العاشر) والمتحف القبطي (1910) على مسافة قريبة من درب 1718. تعمل هذه المواقع التاريخية قماشًا مذهلاً لدرب 1718.
تقع خلف مدينة الفسطاط القديمة، و حولها آثار قديمة للحضارات الرومانية والإسلامية والقبطية ، درب 1718 هي مساحة فنية معاصرة حيَّة وحديثة متكاملة مع معرضين للفن المعاصر ، ومرحلتين للعروض الحية ، وسينما كبيرة في الهواء الطلق، ومناطق ورش عمل، صالات على السطح، واستوديو لفنان مقيم ومساحة معيشة.